# Severská kombinace na Zimních olympijských hrách 1976
Severská kombinace na Zimních olympijských hrách 1976 probíhala v rakouském Seefeldu, střediskem her byl Innsbruck, obdobně jako již v roce 1964.

## Přehled medailí
| Pořadí | Země                                 | Zlato | Stříbro | Bronz | Celkově |
| ------ | ------------------------------------ | ----- | ------- | ----- | ------- |
| 1.     | Německá demokratická republika (GDR) | 1     | 0       | 1     | 2       |
| 2.     | Západní Německo (FRG)                | 0     | 1       | 0     | 1       |
|        | Celkem                               | 1     | 1       | 1     | 3       |

## Medailisté

### Muži
| Disciplína              | Zlato                                                 | Výkon  | Stříbro                               | Výkon  | Bronz                                                 | Výkon  |
| ----------------------- | ----------------------------------------------------- | ------ | ------------------------------------- | ------ | ----------------------------------------------------- | ------ |
| Jednotlivci (K95/15 km) | Ulrich Wehling · Německá demokratická republika (GDR) | 423,39 | Urban Hettich · Západní Německo (FRG) | 418,90 | Konrad Winkler · Německá demokratická republika (GDR) | 417,47 |